# Zeitschrift der Deutschen Morgenländischen Gesellschaft
Zeitschrift der Deutschen Morgenländischen Gesellschaft  (español: Revista de la Sociedad Oriental Alemana) es una revista académica de revisión por pares de estudios orientales, publicada por Harrassowitz Verlag en nombre de la Deutsche Morgenländische Gesellschaft. 
Se fundó en 1847 y su redactor jefe es Florian C. Reiter (Universidad Humboldt de Berlín). 

## Digitalización
La revista ha sido digitalizada y está disponible en la Universidad de Halle. La revista está disponible desde 1847 hasta 2013, junto con varios índices y suplementos, incluidos los volúmenes Deutscher Orientalistentag de 1968 a 1995.